# Puromicina
La puromicina és una molècula de la família adenosina cinnamomi trobada en el Streptomyces alboniger. Inhibeix la síntesi de proteïnes enllaçant-se a l'ARN. És un agent antineoplàstic i antitripanosòmic (contra un gènere de paràsits unicel·lulars, protozous i flagel·lats) i és usat en investigació com a inhibidor de la síntesi proteica.

## Antibiòtics
En ser envaïdes per bacteris, les cèl·lules d'alguns organismes inferiors elaboren substàncies anomenades antibiòtics per defensar-se de la infecció. En molts casos els antibiòtics aconsegueixen els seus objectius interferint la síntesi de proteïnes en els ribosomes dels bacteris, la qual cosa els mata. Per exemple, el cloranfenicol impedeix les unions peptídiques, l'estreptomicina afecta l'inici de la traducció i distorsiona la fiabilitat de la síntesi, l'eritromicina bloqueja la translocació de l'ARNm, la tetraciclina no permet que els aminoacil-tRNAaa entrin a la zona A, la kirromiicina inhibeix l'activitat dels factors d'elongació i la puromicina usurpa la zona A del ribosoma, de forma que la cadena peptídica es lliga a l'antibiòtic i no a un aminoacil-tRNAaa, la qual cosa interromp la seva síntesi.
La medicina ha traslladat aquests efectes a altres escenaris biològics, particularment a l'organisme humà. Així mateix, quan determinats bacteris l'infecten, aquests són destruïts mitjançant l'administració d'antibiòtics.
Cal advertir que la puromicina afecta també als ribosomes dels eucariotes, i per tant, el seu ús farmacològic és molt restringit. Per la seva banda, el cloranfenicol, l'eritromicina, la tetraciclina i la kirromicina, si bé interfereixen lleument durant la síntesi de proteïnes en els ribosomes eucariotes citosòlics, afecten molt més la dels ribosomes dels mitocondris, la qual cosa reafirma la teoria endosimbiòtica.

## Característiques
- Nom IUPAC: 3'-deoxi-N,N-dimetil-3'-[(O-metil-L-tirosil)amino]adenosina
- Pes molecular: 471,52 g/mol
- Aparença: pols blanca
- Punt de fusió: 168 °C – 178 °C
- És soluble en etanol.

## Mode d'acció

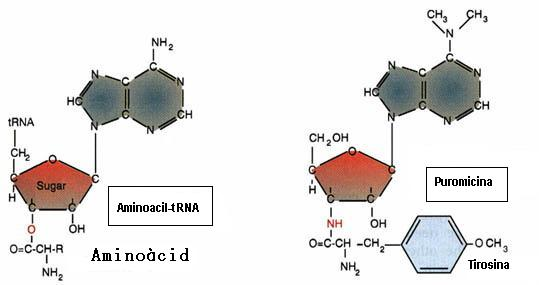
la puromicina és un compost anàleg estructural d'una terminació aminoacil (3') d'un aminoacil-tRNA carregat d'una tirosina (Tyr). Adaptació de la imatge

La puromicina és un antibiòtic aminonucleòsid derivat del bacteri Streptomyces alboniger i de molt ampli espectre, ja que actua en bacteris grampositius, bacteris gramnegatius, amebes, protozous, fongs i cèl·lules de mamífers. La puromicina és un inhibidor de la traducció en el procés de síntesi de proteïnes. Afecta tant els organismes eucariotes com els procariotes. Aquest antibiòtic és un compost anàleg estructural d'una terminació aminoacil (3') d'un aminoacil-tRNA carregat d'una tirosina (Tyr). El seu mode d'acció molecular és el d'interrompre prematurament el creixement de la cadena de la proteïna en virtut del mimetisme molecular.

La puromicina entra a la zona A del ribosoma i es transfereix a la cadena creixent tot alliberant la cadena polipeptídica prematura. Així doncs, l'antibiòtic interacciona amb el lloc acceptor del centre peptidil transferasa en la subunitat ribosòmica major. No obstant, la puromicina manca d'aquella part de la molècula de l'aminoacil-ARNt responsable d'altres interaccions amb el ribosoma (amb la subunitat inferior). Els ribosomes reconeixen la puromicina com un suposat aminoacil-ARNt i l'enllacen covalentment a l'extrem carboxil d'un polipèptid naixent. La puromicina provoca l'alliberament de la cadena peptídica prematura del ribosoma perquè no existeix un anticodó ARNt que uneixi el ARNm amb la cadena peptídica. A més, com que la puromicina posseeix un enllaç amida en lloc d'un enllaç ester en el lloc decisiu, no permet cap allargament de la cadena. L'enllaç amida fa que la molècula sigui molt més resistent a la hidròlisi i d'aquesta manera causa que el ribosoma s'aturi. Després que la puromicina s'enganxi, es produeix una terminació anticipada de la traducció i s'allibera un fragment polipeptídic, gairebé sempre inactiu funcionalment. Per aquest motiu, l'ús de l'antibiòtic proporciona un mètode simplificat per l'estudi de la formació de l'enllaç peptídic en una reacció en la que el grup –NH2 de la puromicina s'uneix al C-terminal del fMet (Aminoàcid d'inici) o peptidil. Així, la formació d'aquest enllaç peptídic entre la puromicina i el grup fMet o peptidil té lloc pel mateix mecanisme que la formació de l'enllaç peptídic en la síntesi de proteïnes. S'ha comprovat que l'afinitat de la puromicina pels polisomes (conjunt de ribosomes que llegeixen un mateix ARNm) és més elevada que pels ribosomes sols.
La puromicina inhibeix també la síntesi de proteïnes estructurals per les cobertes víriques. Afecta també a la cèl·lula hoste i, per tant, no és possible la seva utilització en humans degut a la seva elevada toxicitat.
Altres tipus d'antibiòtics, com per exemple la penicil·lina, no actuen al nivell de la traducció, sinó que bloquegen la síntesi de les parets cel·lulars dels bacteris i inhibeixen d'aquesta manera el creixement bacterià.
De fet, els ribosomes bacterians (durant la síntesi de les proteïnes) estan oberts a atacs selectius perquè difereixen dels ribosomes dels mamífers en el contingut de proteïnes de les dues subunitats ribosòmiques i en el seu contingut d'ARN. A més, els ribosomes bacterians presenten un coeficient de sedimentació de 70S (format per una subunitat 30S i una altra 50S), mentre que els ribosomes dels mamífers presenten un coeficient de sedimentació de 80S (format per una subunitat 40S i una altra 60S). Tot i presentar aquestes diferències, la puromicina és un antibiòtic que té efecte en els dos tipus de ribosomes de forma igual i, per tant, no és apropiada per l'ús en éssers humans.

## Altres inhibidors de la síntesi de proteïnes
Inhibidors útils de la síntesi de proteïnes, usats terapèuticament, en podem incloure molts antibiòtics naturals, tals com el cloranfenicol, tetraciclines, aminoglicòsids, àcid fusídic, macròlids, lincosamides i streptogramines. Alguns agents més nous, incloent la mupirocina i el oxazolidones, també actuen en aquest procés.

## Aplicacions
La puromicina és un antibiòtic utilitzat bàsicament en investigació biomèdica i farmacològica. S'ha usat, per exemple, per a la selecció de línies de cèl·lules de mamífers, que han estat transformades per vectors que expressen la puromicina-N-acetil-transferasa. La puromicina és també un agent antineoplàstic i posseeix activitats antiprotozoals (contra el Tripanosoma).

### Cultiu cel·lular
La puromicina s'utilitza en biologia cel·lular com a agent selectiu en els sistemes de cultiu cel·lular. És tòxic per les cèl·lules procariotes i per les eucariotes. La resistència a la puromicina és conferida pel gen que codifica la puromicina N-acetil-transferasa (PAC) i que es va trobar en una soca productora de Streptomyces. La puromicina és soluble en aigua (50mg/ml) com a solució incolora a 10 mg/ml. La puromicina és estable durant un any com a solució quan s'emmagatzema a -20 °C. La dosi recomanada com a agent de selecció en cultius cel·lulars està dins d'un interval d'1-10 µg/ml, encara que pot ser tòxic per les cèl·lules eucariotes en concentracions tan baixes com a 1 µg/ml. Actua ràpidament i pot matar fins al 99% de les cèl·lules no resistents als 2 dies d'haver estat en contacte amb ella.

### Selecció d'Escherichia coli
La puromicina és poc activa en Escherichia coli. Les diferents formes resistents a la puromicina són seleccionades en un medi LB agar que conté 125 µg/ml de puromicina. Però l'ús de la puromicina per a la selecció d'E. coli requereix un ajustament precís del pH i també depèn de quina soca de bacteri s'hagi seleccionat. Per una selecció sense problemes i amb resultats òptims, és possible l'ús de puromicina especial i modificada. Les plaques que contenen puromicina són estables durant 1 mes quan es conserven a 4 °C.

## Perills en humans i en el medi ambient
Pot causar irritació de la pell i dels ulls, pot causar irritació en el tracte respiratori i el digestiu. Les seves propietats tòxiques no han estat del tot investigades.